# Füssen
Füssen är en stad i Landkreis Ostallgäu i Regierungsbezirk Schwaben i förbundslandet Bayern i Tyskland. Folkmängden uppgår till cirka 16 000 invånare. Strax utanför Füssen ligger det kända slottet Neuschwanstein.
Füssen ligger längs den så kallade Romantiska vägen, som är en tysk bilrutt som går genom små vackra orter med en mängd sevärdheter.
Füssen är också känd för sin ishockeyklubb EV Füssen (mångfaldiga tyska mästare).

## Sevärdheter

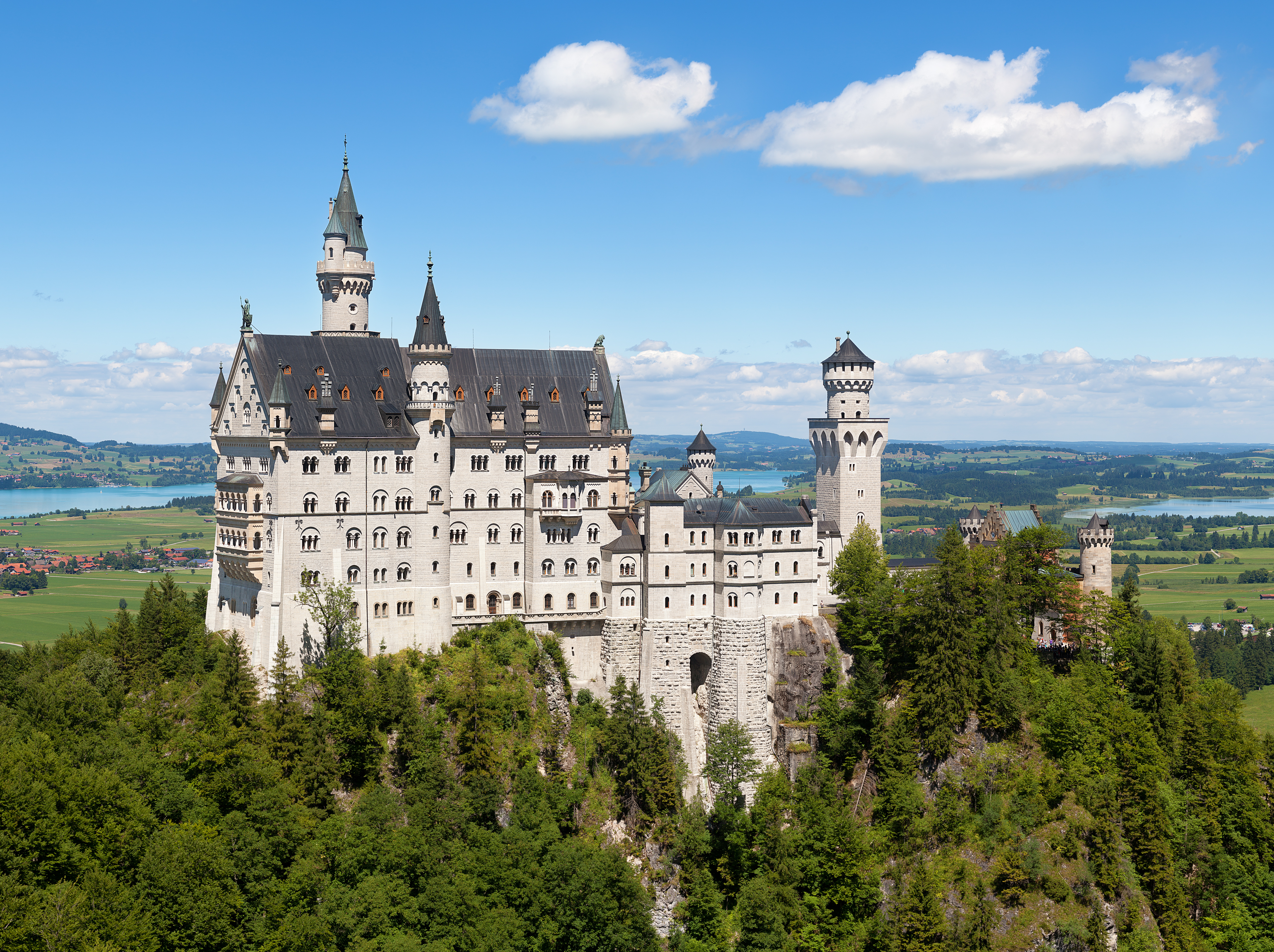
Slottet Neuschwanstein
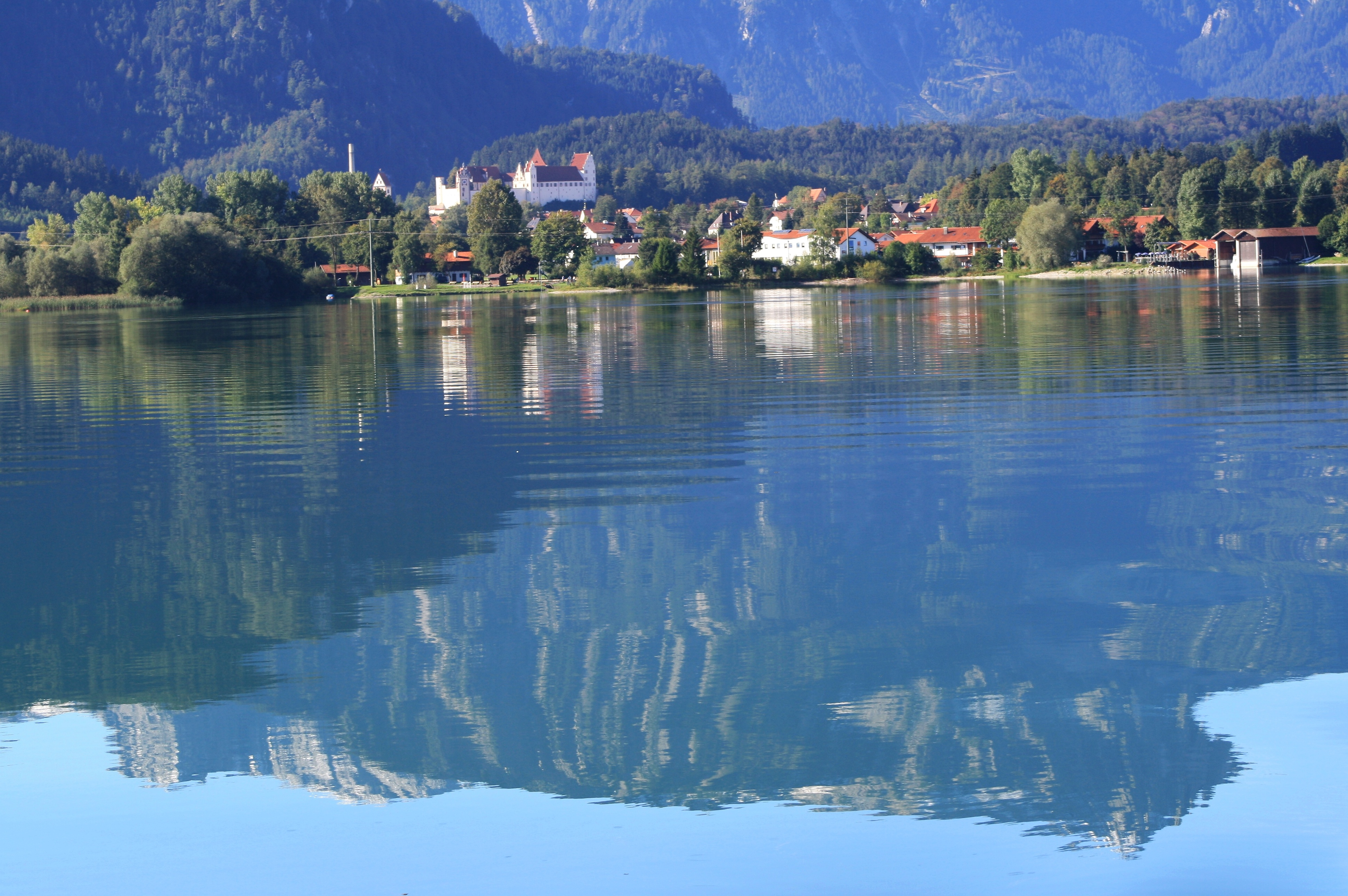
Foggensee, Füssen
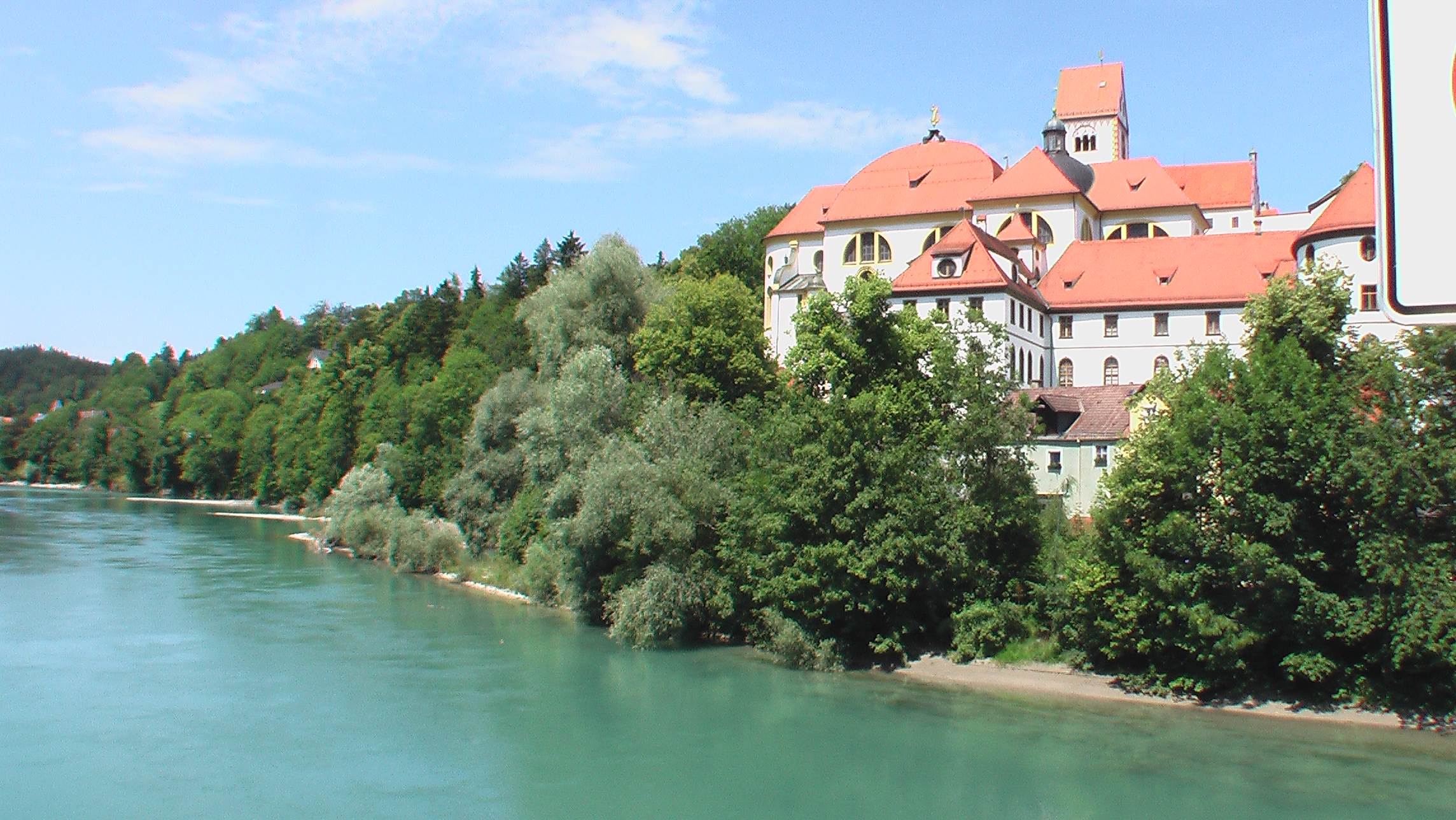
Lech, Füssen
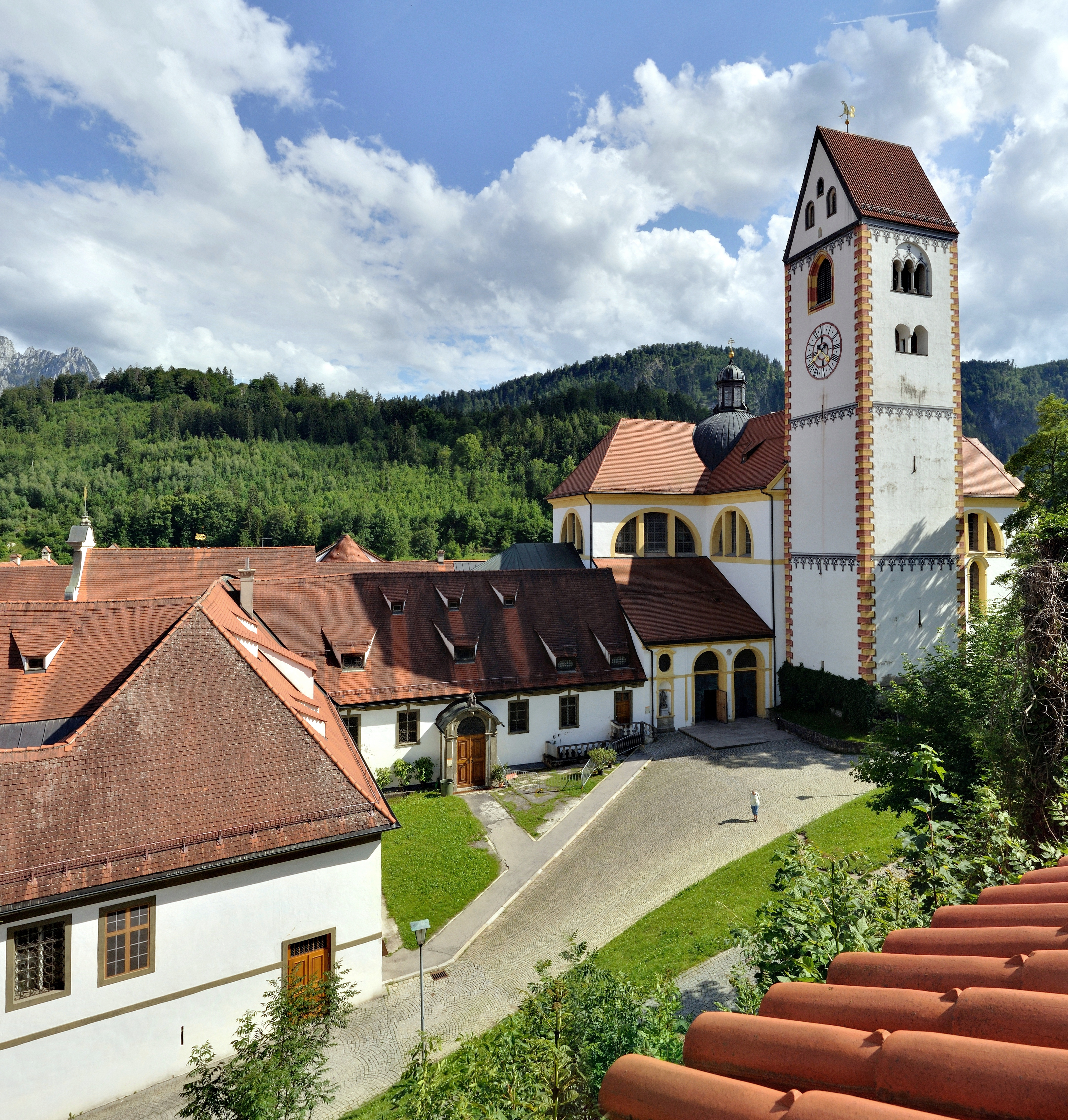
St. Mang Basilica